# Organizacja Traktatu Współpracy Amazońskiej
Organizacja Traktatu Współpracy Amazońskiej (hiszp. Organización del Tratado de Cooperación Amazónica, port. Organização do Tratado de Cooperação Amazônica, w skrócie OTCA) usiłuje promować ochronę naturalnego dziedzictwa Amazonii poprzez realizowanie zasad zrównoważonego rozwoju. 

## Państwa członkowskie
- Boliwia
- Brazylia
- Ekwador
- Gujana
- Kolumbia
- Peru
- Surinam
- Wenezuela

## Historia
Organizacja powstała na podstawie Paktu Współpracy Amazońskiej (Tratado de Cooperación Amazónica, Tratado de Cooperação Amazônica), który podpisano 13 lipca 1978 roku w Brasílii. Celami traktatu były ochrona środowiska naturalnego i racjonalne gospodarowanie zasobami naturalnymi Amazonii. Zamierzano zintegrować rozwój gospodarczy regionu, zajmowanego przez osiem państwa, aby podnieść poziom życia jego mieszkańców. Traktat przewiduje współpracę w ramach tworzenia infrastruktury komunikacyjnej (w tym transportowej), badań naukowych i rozwoju technicznego, rozwoju handlu i ochrony dóbr kulturowych.
W 1995 roku ministrowie spraw zagranicznych krajów, które podpisały traktat, spotkali się w Limie (Peru), uzgodnili utworzenie Organizacji Współpracy Amazońskiej (OTCA), aby wzmocnić instytucjonalnie Pakt Współpracy Amazońskiej i nadać mu międzynarodową osobowość prawną. Zmiana traktatu została zaaprobowana w Caracas (Wenezuela), w 1998 roku, co pozwoliło na ustanowienie Stałego Sekretariatu OTCA w Brasílii.
|                           |
| Państwa członkowskie OTCA |